# Mouvement Réformateur
Mouvement Réformateur (MR) (Dansk: Reform bevægelsen) er et fransk sproget, vallonsk liberalt centrum-højre parti i Belgien.
Partiet opstod den 21. marts 2002, da fire mindre centrum-højre partier blev slået sammen. Det oprindelige liberale parti havde rødder tilbage til 1846.
Sidens 1999 har MR (og dets forgængere) deltaget i skiftende belgiske regeringet. Belgiens nuværende premierminister Charles Michel kommer fra Mouvement Réformateur. Han var leder af MR i 2011–2014.
Mouvement Réformateur er repræsenteret i de regionale parlamenter i Vallonien og i hovedstaden Bruxelles samt i det fransk-sprogede parlament og i Belgiens føderale parlament. Desuden har MR medlemmer i Europa-Parlamentet. 
Mouvement Réformateur har et tæt samarbejde med Partei für Freiheit und Fortschritt (PFF), der er repræsenteret i det tysk talende parlament i det østlige Belgien,

## Eksterne links
- Officiel hjemmeside

| Politisk parti | Spire Denne artikel om et politisk parti eller gruppe er en spire som bør udbygges. Du er velkommen til at hjælpe Wikipedia ved at udvide den. |